# Machetá
Machetá là một khu tự quản thuộc tỉnh Cundinamarca, Colombia. Thủ phủ của khu tự quản Machetá đóng tại Machetá Khu tự quản Machetá có diện tích ki lô mét vuông. Đến thời điểm ngày 28 tháng 5 năm 2005, khu tự quản Machetá có dân số 6650 người.